# Tekst (semiotyka)
Tekst – każdy wytwór kultury (tekst kultury) stanowiący całość uporządkowaną według określonych reguł, np. dzieło sztuki, ubiór, zachowanie realizujące jakiś utrwalony wzorzec kulturowy.

## Tekst w języku
Tekstem w języku nazywa się linearny ciąg elementów i struktur językowych, pozostających między sobą w określonych relacjach pozycyjnych. Tekst posiada znaczenie i jako taki jest znakiem językowym, tzw. superznakiem, dla odróżnienia od mniejszych jednostek znaczeniowych – morfemów, wyrazów, wyrażeń i zdań.
Tekst w języku jest przedmiotem badań lingwistyki tekstu.